# 正しく生きる
『正しく生きる』（ただしくいきる）は京都芸術大学映画学科の映画製作プロジェクト「北白川派」により製作された、2015年3月7日公開の日本映画。監督は福岡芳穂。

## キャスト
出典は映画公式サイト。
- 岸部一徳  - 柳田周（芸術家・芸術大学教授）
- 柄本明 - 白石健彦（柳田の友人）
- 水上竜士 - 金子勲（暴力組織幹部）
- 宮﨑将 - 久保田滾（朝雄の先輩）
- 鈴木卓爾 - 各務泰志（いつかの夫）
- 宇野祥平 - 佐々木浩介（弁当屋の店長）
- 大森立嗣 - 小児科の医者
- 水本佳奈子 - 村上桜
- 青山理紗 - 各務いつか
- 宮里紀一郎 - 内田圭
- 浜島正法 - 佐伯朝雄
- 上川周作 - 森優樹
- 杉本瑞季 -  阿部未夢

## スタッフ
出典は映画公式サイト。
- 監督・脚本・プロデューサー  - 福岡芳穂
- 共同脚本 - 高橋伴明
- 撮影監督 - 小川真司
- 録音 - 浦田和治
- 美術装飾 -  嵩村裕司
- 編集 - 鈴木歓
- 衣装  - 辻野孝明
- プロデューサー  - 山本起也、有吉 司